# Markišavci
Markišavci (pronuncia [ˈmaːɾkiʃau̯tsi]) è un insediamento (naselje) di 160 abitanti, della municipalità di Murska Sobota nella regione statistica della Murania in Slovenia.
L'area faceva tradizionalmente parte della regione storica dell'Oltremura, ora invece è inglobata nella regione della Murania.